# Eurelus soleatus
Eurelus soleatus är en mångfotingart som beskrevs av Cook 1911. Eurelus soleatus ingår i släktet Eurelus och familjen Atopetholidae. Inga underarter finns listade i Catalogue of Life.